# بيل بيتش
وليام «بيل» بيتش (بالإنجليزية: Bill Beach)‏ (6 سبتمبر 1850 - 28 يناير 1935)  مجذف أسترالي محترف لم يهزم أبدا في بطولة التجديف العالمية في الأعوام من 1884-1887.